# Осма македонска дивизия на КНОЮ
Осма македонска дивизия на КНОЮ е партизанска комунистическа единица на Народоосвободителната войска на Югославия.
Създадена на 6 декември 1944 година и се състои от четири бригади с бойци главно от територията на днешна Северна Македония. В състава и са по един батальон от двадесета и двадесета и първа македонски ударни бригади, голяма част от състава на седма македонска ударна бригада и цялата десета македонска ударна бригада. Командир на бригадата е Наум Веслиевски, на първа бригада - Пецо Гудевски, а сред други служещи е и Петър Джундев. Сред задачите на дивизията е да осигури защита и безопасност в рамките на Службата за сигурност. След освобождаването на Югославия дивизията се дислоцира по границите на Социалистическа република Македония и има за цел да прочисти район от колаборционистки сили. След реорганизацията на Корпуса за народна отбрана на Югославия (КНОЮ) дивизията е преименувана на осма дивизия на КНОЮ.
Съществува до началото на 1948 година.

## Състав на бригадата
- Първа бригада на македонските дивизии за народна отбрана – формирана на 6 декември 1944 година
- Втора бригада на македонските дивизии за народна отбрана – формирана на 6 декември 1944 година
- Трета бригада на македонските дивизии за народна отбрана – формирана на 6 декември 1944 година
- Четвърта бригада на македонските дивизии за народна отбрана – формирана през април 1945 година